# Gáborove plesá

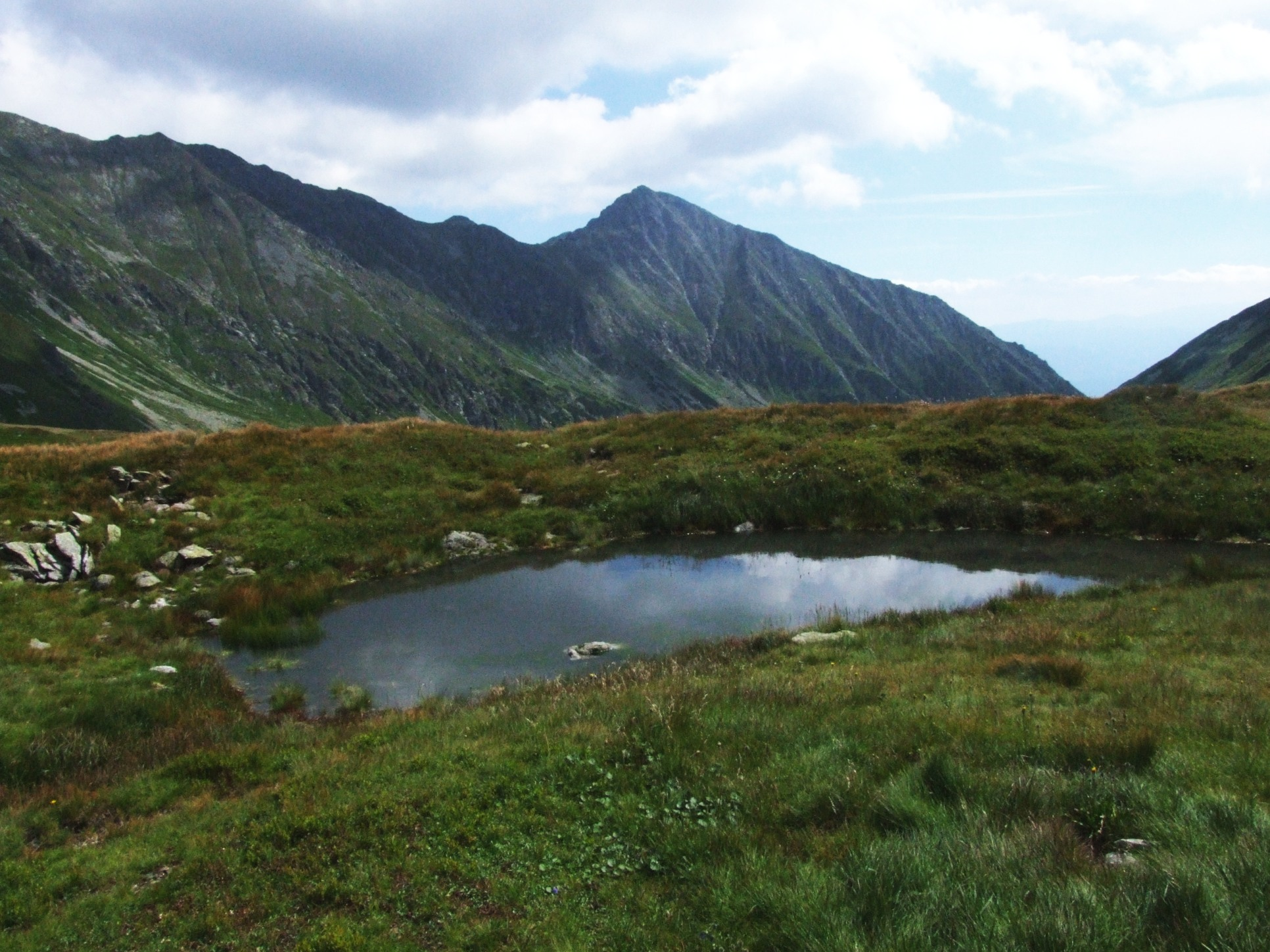
Největší pleso

Gáborove plesá (česky Račkova plesa) je soubor pěti ledovcových jezer nacházejících se v Gáborově dolině v Západních Tatrách. Nacházejí se v nadmořské výšce od 1880 m až 1900 m pod Liliowym Karbem v nejvyšším patře doliny nazývaném Gáborov zadok. Mají malé rozměry a jednotlivá plesa nejsou samostatně pojmenovaná. Největší je nejvýše položené pleso, které se nachází východně od vrcholu Klin u  zelené turistické značky. Plesa vyplňují prohlubně mezi morénovými vyvýšeninami a jsou pozůstatkem ledovce, který se v údolí nacházel.

## Plesa
| jezero                    | rozloha (ha) | délka (m) | šířka | m. hl. (m) | objem (m³) | n. v. (m) | Souřadnice                       |
| ------------------------- | ------------ | --------- | ----- | ---------- | ---------- | --------- | -------------------------------- |
| severní Gáborove pleso    | 0,0080       | 15        | 7     | —          | —          | 1 868     | 49°11′56″ s. š., 19°49′43″ v. d. |
| západní Gáborove pleso    | 0,0071       | 11        | 8     | —          | —          | 1 862     | 49°11′53″ s. š., 19°49′49″ v. d. |
| prostřední Gáborove pleso | 0,0024       | 8         | 4     | —          | —          | 1 862     | 49°11′55″ s. š., 19°49′46″ v. d. |
| východní Gáborove pleso   | 0,0023       | 6         | 5     | —          | —          | 1 873     | 49°11′57″ s. š., 19°49′36″ v. d. |
| malé Gáborove pleso       | 0,0011       | 4         | 4     | —          | —          | 1 866     | 49°11′56″ s. š., 19°49′42″ v. d. |